# كتالوج نقدي

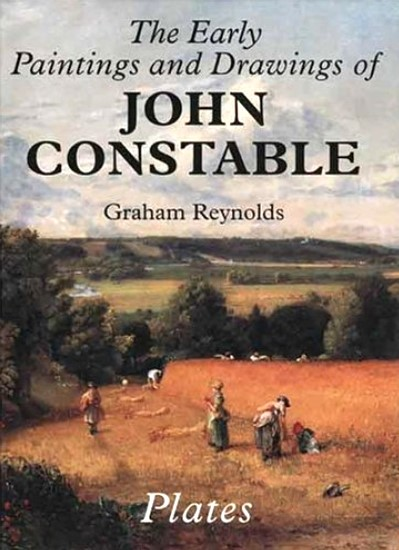
مجلد من كتالوج غراهام رينولدز لجون كونستابل

البِبلِيوغرافيا النقديَّة أو(الكتالوج النقدي) (بالفرنسية: Catalogue raisonné)، هي عبارة عن قائمة شاملة ومشروحة لجميع الأعمال الفنية المعروفة لفنان ما سواء ضمن وسط معين أو ضمن جل الوسائط. توصف الأعمال بطريقة يمكن من خلالها التعرف عليها بشكل موثوق من قبل أطراف ثالثة، وتلعب هذه القوائم دورًا مهمًا في المصادقة.

## تسمية
المصطلح الأصلي هو فرنسي الأصل، ويعني بحرفيته "الكتالوج المعقول" (أي يحتوي على حجج للمعلومات المقدمة على غرار الإسناد)، ولكنه دخل على اللغة الإنجليزية كجزء من المصطلحات التقنية في عالم الفن الناطق باللغة الإنجليزية. لم يتم أمركة التهجئة أبدًا من أجل "الفهرسة"، حتى في الولايات المتحدة. يتم استخدام صيغة الجمع الفرنسية كتالوجات raisonnés. 

## وصف
هناك العديد من الاختلافات، سواء كانت أوسع أو أضيق من "كل الأعمال" أو "فنان واحد". قد تقتصر المعلومات على نوع واحد من الأعمال الفنية لفنان واحد أو يتم توسيعها لتشمل جميع الأعمال التي تقوم بها مجموعة من الفنانين.
قد يستغرق الأمر سنوات عديدة لإكمال الكتالوج، وفي بعض الأحيان يتم توظيف فرق كبيرة من الباحثين في هذه المهمة. على سبيل المثال، ورد أن حوالي 25 شخصًا ساهموا على مدار 11 عامًا في كتالوج نقدي مكوّن من ثلاثة مجلدات للرسام التعبيري التجريدي روبرت مذرويل، وهو جهد نظمته مؤسسة ديدالوس ونشرته مطبعة جامعة ييل في عام 2012. 
تتكون الأمثلة المبكرة من جزأين متميزين: السيرة الذاتية والكتالوج نفسه. نظيرها الحديث هو الكتالوج النقدي، والذي قد يحتوي على آراء شخصية للمؤلف.

## دور في المصادقة
وصفت صحيفة نيويورك تايمز الكتالوجات العلمية بأنها الملخص العلمي النهائي لعمل الفنان، و"الحكم الأعلى بين الأعمال الحقيقية والمزيفة". في حال توفي الفنان، قد يتمتع منتج الكتالوج الذي يعتبر نصًا قياسيًا بسلطة كبيرة لتحديد ما إذا كان عمل معين يعتبر أصليًا أم لا. في هذا السياق، قد يشمل "المنتجون" المؤلفين أو المحررين أو اللجان أو الناشرين.
يمكن أن يكون للإدراج في كتالوج محترم أو استبعاده منه تأثير كبير على سعر العمل في السوق، وقد يصل في بعض الحالات إلى مبالغ مالية طائلة. أُطلق على التضمين اسم الفرق بين "الثروة الكبيرة والحضيض"، وترفض دور المزادات أحيانًا التعامل مع الأعمال غير المدرجة. ونتيجة لذلك، أصبح مؤلفو الكتالوج سببًا للدعاوى القضائية، والرشاوى المزعومة وحتى التهديدات بالقتل على الرغم من عدم وصول أي دليل على هذه الأخيرة إلى المحاكم.
يمكن أن تحدث صعوبات عند نشر أكثر من كتالوج واحد لنفس العمل. عمل الفنان أميديو موديلياني هو موضوع ما لا يقل عن خمسة كتالوجات.
في عام 2012، ذكرت صحيفة نيويورك تايمز أن بعض مؤسسات العلماء والفنانين قررت عدم نشر كتالوجات مستقبلية بسبب تخوفهم من رفع دعوى قضائية من قبل المشترين أو البائعين غير الراضين عن استنتاجاتهم. تمت مناقشة مسألة ما إذا كان يجب على منتجي الكتالوجات النقدية قبول المسؤولية عن تحديد صحة الأعمال في ندوة عقدت في 29 مارس 2012 في كريستي بنيويورك تحت رعاية جمعية علماء الكتالوجات النقدية.

### مثال وايلدنشتاين
يتم تقديم مثال على السياسات الفردية من خلال السياسة المعلنة لمعهد وايلدنشتاين فيما يتعلق بتوثيق الأعمال الفنية والتي (في 8 فبراير 2014) كانت على النحو التالي: 'بعد الفحص، وبناءً على رأي أعضاء اللجنة، يتم تقديم توصية بصيغة نية إدراج العمل قيد الدراسة أو عدم إدراجه؛ هناك أيضًا احتمال ثالث، وهو مواصلة فحص العمل. لا تعتبر التوصية بأي حال من الأحوال بمثابة شهادة موثوقية أو تقييم، ولن يتم تقديم أي مبرر للتوصية المذكورة. تتناقض هذه السياسة مع نص رسالة المعهد التي تمت قراءتها في الحلقة الأولى من المسلسل التلفزيوني البريطاني لعام 2011، 'حقيقة أم زيف':
- في الحلقة الأولى من مسلسل 'حقيقة أم زيف' اللذي تم بثه في عام 2011، وكان الموضوع هو أصالة لوحة كلود مونيه "حدود السين في أرجنتويل". تم تقديم اللوحة إلى معهد وايلدنشتاين وهو ناشر كتالوجات[15] الأكثر قبولًا على نطاق واسع باعتباره مصدرًا موثوقًا في موضوع لوحات مونيه. وكانت نتيجة هذا التقديم أن المعهد، الذي يتصرف وفقًا لرغبات أحد أحفاد المؤلف الأصلي للكتالوجات، رفض إدراجها في الطبعات المستقبلية. تم اتخاذ هذا القرار على الرغم من حصول المعهد على أدلة كثيرة تثبت صحة اللوحة.[16]
- على النقيض من هذا القرار، قامت الحلقة الأولى من الجزء الثالث من المسلسل، والتي تم بثها في عام 2014، بالتحقيق في واحدة من مجموعة اللوحات التي اشتهرت بأنها لرسام ما بعد الانطباعي الفرنسي إدوارد فويلارد، وبهذه المناسبة، قررت لجنة من معهد وايلدنشتاين أن اللوحة يجب أن تكون المدرجة في كتالوجهم للفنان.[17] صرح تاجر الأعمال الفنية والمؤرخ فيليب مولد أثناء تقديم البرنامج أن هذه اللوحة ستبلغ قيمتها حوالي 250 ألف جنيه إسترليني إذا تم قبولها لإدراجها في الكتالوج لسبب ما، ولكن إذا لم يتم قبولها فستبلغ قيمتها حوالي 1500 جنيه إسترليني "كقطعة" الفن الزخرفي – أقل من 1% من القيمة الكاملة.[18]

### تدمير اللوحات المزيفة
حتى لو لم يكن هناك كتالوج منشور لسبب ما، فقد تكون هناك منظمة تنشر توثيقات تعتبر لها نفس تأثير الكتالوج الرسمي. في الحلقة الثالثة من المسلسل التلفزيوني البريطاني 'حقيقة أم زيف' كان الموضوع عبارة عن لوحة تحمل توقيع " مارك شاجال ". وقد تم تضمينها في عمل مرجعي عن الرسام، ولكن ليس في أحدث طبعة من ذلك العمل، وأظهرت اختبارات الطب الشرعي أنها رسمت بأصباغ غير متوفرة في الوقت الذي زُعم أنه تم تنفيذه. وعلى الرغم من هذا الدليل غير المؤكد على صحته، فقد قدمه صانعو البرنامج إلى مجموعة يشار إليها باسم "لجنة شاجال"، والتي تضم أحفاد الفنان. قضت هذه اللجنة بأن اللوحة مزيفة وطلبت تدميرها إما بموافقة المالك أو في حالة عدم حدوث ذلك، بأمر من المحكمة بموجب القانون الفرنسي للقانون الأخلاقي.
انتقد مؤرخ الفن الدكتور بيندور جروسفينور قرار لجنة شاجال بالسعي إلى تدمير اللوحة، والذي يتناقض مع سياسة معهد وايلدنشتاين عندما يتم تقديم الأعمال إليه: "مهما كانت توصية اللجنة، سيتم إرجاع العمل بناءً على توصية اللجنة". تقديم إيصال الشحنة. قال مقدم البرنامج وتاجر الأعمال الفنية فيليب مولد: "سأفكر الآن ثلاث مرات أو أكثر قبل إرساله إلى باريس. إن الأفعال القبيحة مثل تلك التي اقترحتها اللجنة يمكن أن يكون لها تأثير في الإضرار بتقدم تاريخ الفن".

## أمثلة
مطبوعات آندي وارهول: كتالوج رايسوني 1962-1987 بقلم فرايدا فيلدمان وكلوديا ديفيندي ويورج شيلمان تعتبر على نطاق واسع القائمة الأكثر موثوقية لمطبوعات الفنان آندي وارهول.

## وصلات خارجية
- جمعية علماء الكتالوجات النقدية
- قاعدة بيانات المؤسسة الدولية للبحوث الفنية للكتالوجات النقدية
- المصادقة في الفن 2014 المبادئ التوجيهية بشأن الكتالوجات النقدية